# Northern Eagles
Die Northern Eagles waren eine professionelle Rugby-League-Mannschaft aus Sydney in Australien. Sie entstanden aus einer Fusion der Manly-Warringah Sea Eagles mit den North Sydney Bears. 2002 wurde das Team nach nur drei Spielzeiten wieder aufgelöst.

## Geschichte
Im Zuge der Verkleinerung der National Rugby League waren mehrere Teams, insbesondere die weniger finanzstarken, zur Fusion mit Konkurrenten gezwungen, um den Spielbetrieb aufrechterhalten zu können. Die Manly-Warringah Sea Eagles und die North Sydney Bears schlossen sich zu den Northern Eagles zusammen. Insbesondere den Fans der Bears fiel es jedoch schwer, den Namen und die Heimstätte ihres traditionsreichen Vereins aufzugeben. Auch der sportliche Erfolg dieses Joint Venture blieb bescheiden. In ihren drei Saisons von 2000 bis 2002 erreichten die Eagles kein einziges Mal die Play-offs. Ab 2003 traten die Manly-Warringah Sea Eagles wieder eigenständig in der NRL an, die North Sydney Bears waren fortan nur noch im zweitklassigen New South Wales Cup aktiv.